# Deltavinge
En deltavinge er en vinge på en flyvemaskine med trekantet form som det græske bogstav Δ.
Den blev oprindeligt udviklet i Tyskland før og under 2. verdenskrig og bruges bl.a. på Concorden og på Mirage-fly.